# Trocherateina thyridiata
Trocherateina thyridiata är en fjärilsart som beskrevs av Felder 1895. Trocherateina thyridiata ingår i släktet Trocherateina och familjen mätare. Inga underarter finns listade i Catalogue of Life.